# (2833) Radishchev
(2833) Radishchev (provisorische Bezeichnung 1978 PC4) ist ein Asteroid des äußeren Hauptgürtels, der am 9. August 1978 vom russischen (damals: Sowjetunion) Astronomenehepaar Nikolai Stepanowitsch und Ljudmila Iwanowna Tschernych am Krim-Observatorium (Zweigstelle Nautschnyj) auf der Halbinsel Krim (IAU-Code 095) entdeckt wurde. Er gehört zur Koronis-Familie, einer Gruppe von Asteroiden, die nach (158) Koronis benannt ist.

## Benennung
(2833) Radishchev wurde nach dem Philosophen, Schriftsteller und Revolutionär Alexander Nikolajewitsch Radischtschew (1749–1802) aus dem Russischen Kaiserreich benannt.